# Döbling

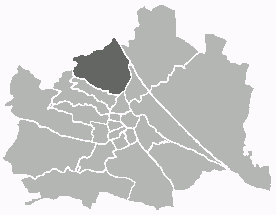
Poloha Döblingu na mapě Vídně

Döbling ( [ˈdøːblɪŋ]) je bývalá samostatná obec, 19. obvod rakouského hlavního města Vídně. Leží na severozápadním okraji Vídně, na úpatí Kahlenbergu a na kraji Wienerwaldu. Jeho sousedními okrsky jsou Währing, Floridsdorf, Alsergrund, Brigittenau a Hernals.

## Části Döblingu
Döbling je složen z několika dříve samostatných vesnic, jimiž byly a dnes ještě jako součást okrsku jsou:
- Grinzing
- Heiligenstadt
- Josefsdorf
- Kahlenbergerdorf
- Neustift am Walde
- Nußdorf
- Oberdöbling
- Salmannsdorf
- Sievering
- Unterdöbling

## Doprava v Döblingu
Jako v celé Vídni, tak i v Döblingu zajišťují dopravu obyvatelstva Wiener Linien. V okrese jsou tři tramvajové linky, a to 37, 38 a D. Z autobusových spojů lze vyjmenovat 35A, 38A, 39A a 40A. Nádraží Wien Heiligenstadt, které je konečnou stanicí metra U4 a zastávkou S-Bahnu S45, je důležitým dopravním uzlem.

## Význam
Döbling, tedy především jeho část Grinzing, je jednou z nejatraktivnějších součástí celé Vídně.[zdroj⁠?!] Grinzing je proslulý svými Heuriger – malými hospůdkami a restauracemi lemující staré uličky. Z vyhlídky na Kahlenbergu lze za dobrého počasí vidět jak budovu OSN, tzv. UNO-City, tak komíny elektrárny Kraftwerk Freudenau, která leží na jihu města.